# Зандберг, Тамар
Тамар «Тами» Зандберг (ивр. תמר זנדברג‎; род. 29 апреля 1976) — израильский политик левого толка, депутат Кнессета (с 2013 года) и председательница партии «Мерец» (в 2018—2019 годах). До избрания в Кнессет 19-го созыва была членом горсовета Тель-Авив-Яффо.

## Биография
Тамар Зандберг родилась в Рамат-Гане в 1976 году. Дочь журналистки Эстер Зандберг и Йоэля Зандберга, сестра израильского футболиста Михаэля Зандберга. В 1999—2004 годах проходила службу в Армии обороны Израиля, офицер по образованию молодёжи.
Образование: бакалавр психологии и экономики Еврейского университета в Иерусалиме, магистр (диплом с отличием) в области социальной психологии Университета имени Бен-Гуриона в Негеве, бакалавр юриспруденции Тель-Авивского университета. Докторант по политологии и управлению в университете им. Бен-Гуриона в Негеве, изучает вопросы пространственного планирования и прав человека. До избрания в Кнессет преподавала в Академическом колледже Сапир на кафедре управления и публичной политики.
В 2010—2013 годах — председатель фонда по благосостоянию жертв Холокоста в Израиле.
В 2011—2012 годах — председатель эфиопского национального проекта.
Разведена, живёт в Тель-Авиве со своим партнёром, Ури Заки (бывшим исполнительным директором «Бецелем» США), и дочерью.

## Политическая деятельность

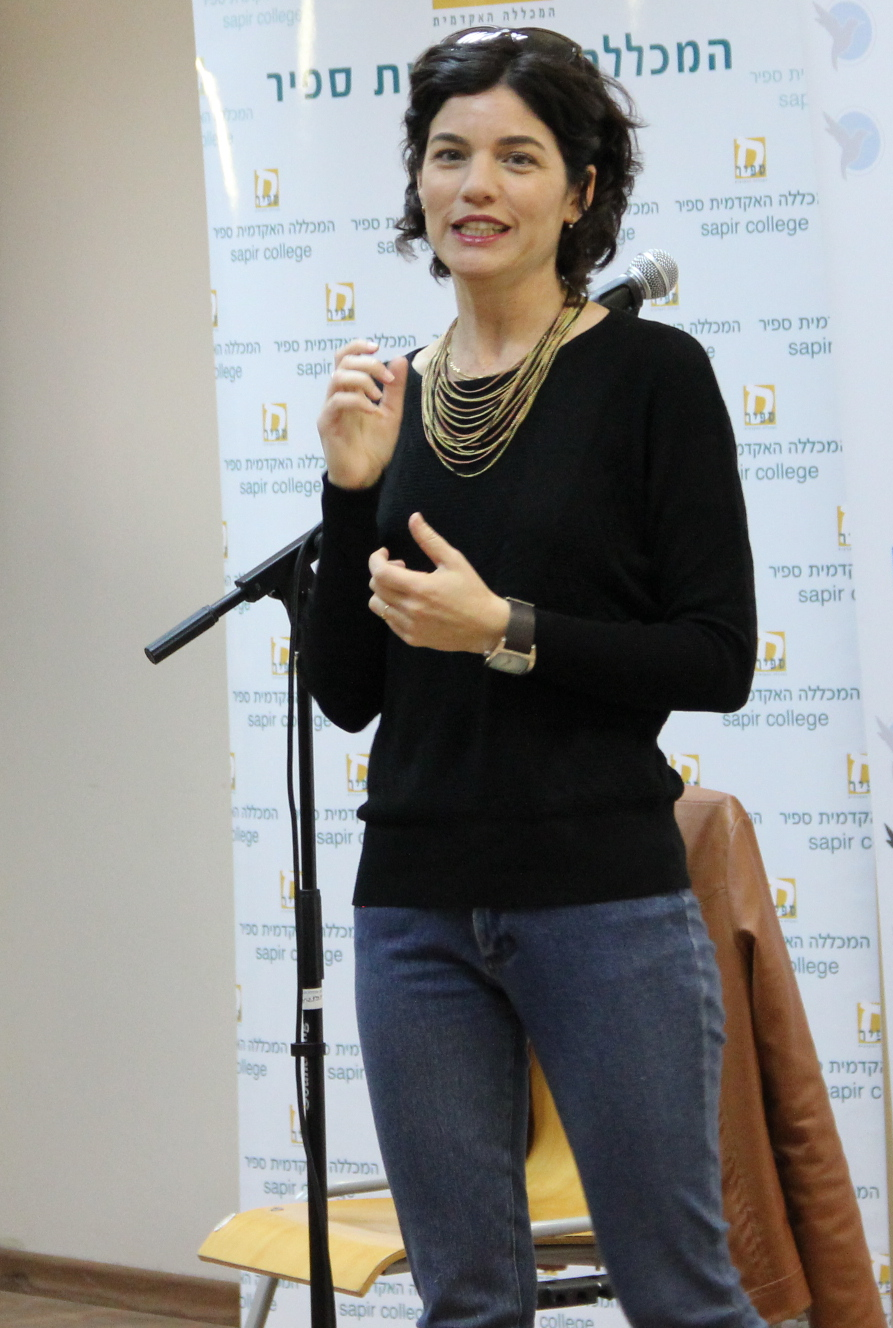
Зандберг в 2015 году

Начала свою политическую карьеру в 2003 году, когда приступила к работе в качестве парламентского помощника депутата от «Мерец» Рана Коэна. Эту должность занимала до 2008 года, когда была избрана в горсовет Тель-Авива, будучи второй в списке «Мерец». Во время пребывания в совете возглавляла городскую комиссию по делам женщин, а также состояла в финансовом комитете и комитете по доступному жилью. Одна из инициаторов идеи ввести общественный транспорт в субботу (шаббат). Продвигала права женщин, выступала за гражданские и однополые браки.
Тами Зандберг определяет себя как феминистку, социал-демократку и энвайроменталистку. Она возглавляет оппозиционную фракцию «Социальный дом» в «НААМАТ» — ведущем израильском союзе трудящихся женщин. Активно участвует в борьбе за защиту природных ресурсов и животных.
Зандберг была ключевой активисткой «палаточного протеста» с социальными лозунгами летом 2011 года и входила в группу экспертов, разработавших и представивших платформу движения по жилищным и транспортным вопросам. В ответ на силовое подавление протестов Зандберг, наряду со своими однопартийцами в городском совете покинули коалицию во главе с мэром Роном Хульдаи.
На парламентских выборах 2013 года занимала шестое (последнее проходное) место в списке «Мерец», её кампания велась с привлечением в рамках краудсорсинга небольших пожертвований до 1000 шекелей. В течение своего первого срока была членом комиссии Кнессета по внутренним делам и защите окружающей среды, сопредседательницей основанного ею парламентского лобби за доступный транспорт, а также возглавляла подкомиссию по охране израильских пляжей. Подала законопроект, обязывающий планировать каждый новый строительный проект в соответствие с маршрутами общественного транспорта, изменяя их при необходимости для удобства жителей, а также ряд других законопроектов: о налогообложении пустующих квартир; о запрете платных пляжей; против полицейского насилия; о декриминализации личного употребления каннабиса взрослыми; об отпуске по уходу за ребёнком.
На выборах 2015 года была пятой в списке, и по предварительным результатам, отводившим «Мерец» лишь четыре места, казалось, теряла свой депутатский мандат. Лидер партии Захава Гальон объявила, что подаст в отставку с постов председателя «Мерец» и депутата Кнессета, чтобы позволить Зандберг, восходящей звезде партии, остаться в парламенте (хотя та была несогласна с этим решением и просила его пересмотреть). Однако по окончательным результатам от «Мерец» всё-таки было избрано пять депутатов.
После повторного избрания она работала в комиссиях Кнессета по внутренним делам и защите окружающей среды, по поддержке статуса женщины и гендерного равенства, а также в лобби по борьбе с коррупцией государственной администрации. Председатель комиссии по борьбе со злоупотреблением алкоголем и наркотиками, а также одна из руководителей социально-экологического лобби и лобби за доступный транспорт. Получила награду «Зеленый глобус» за свой вклад в охрану окружающей среды и устойчивое развитие
В начале 2018 года и Захава Гальон, и её главный конкурент Илан Гилон объявили об уходе из политики. Первые в истории «Мерец» открытые праймериз на пост председателя партии 22 марта 2018 года, как и ожидалось, завершились победой Тамар Зандберг с 71 % голосов.